# Cascia
Cascia är en ort och kommun] i provinsen Perugia i Umbrien i mellersta Italien. Kommunen hade 3 099 invånare (2018). Cascia har blivit känt för helgonet Rita av Cascia.

## Kommundelar
Atri, Avendita, Buda, Castel San Giovanni, Castel Santa Maria, Cerasola, Chiavano, Civita, Colforcella, Collegiacone, Colmotino, Coronella, Fogliano, Logna, Maltignano, Ocosce, Onelli, Opagna, Poggio Primocaso, Roccaporena, San Giorgio, Santa Anatolia, Trognano, Villa San Silvestro, Santa Trinità, Fustagna, Piandoli, Giappiedi, Capanne di Collegiacone, Sciedi, Valdonica, Capanne di Roccaporena, Tazzo, Manigi, Serviglio, Colle Santo Stefano, Puro, Palmaiolo.